# Hulukvarn, Ulvstorp, Västersjön och Hedenstorp
Hulukvarn, Ulvstorp, Västersjön och Hedenstorp är en tätort i Styrstads distrikt i Jönköpings kommun, Jönköpings län.
Bebyggelsen var före 2018 av SCB klassat som tre småorter Hulukvarn, Ulvstorp och Västersjön. Från 2018 klassas området som en gemensam tätort.